# Pesantunan
Pesantunan is een bestuurslaag in het regentschap Brebes van de provincie Midden-Java, Indonesië. Pesantunan telt 14.564 inwoners (volkstelling 2010).